# حاجی‌شعبان، قسطمونی
حاجی‌شعبان (به ترکی استانبولی: Hacışaban) یک منطقهٔ مسکونی در ترکیه است که در قسطمونی واقع شده‌است.